# Eteobalea intermediella
Eteobalea intermediella là một loài bướm đêm thuộc họ Cosmopterigidae. Nó là loài đặc hữu của châu Âu, but has been introduced to Hoa Kỳ và Canada.
Sải cánh dài 16–18 mm.
Ấu trùng ăn Linaria vulgaris và Linaria genistifolia.

## Hình ảnh

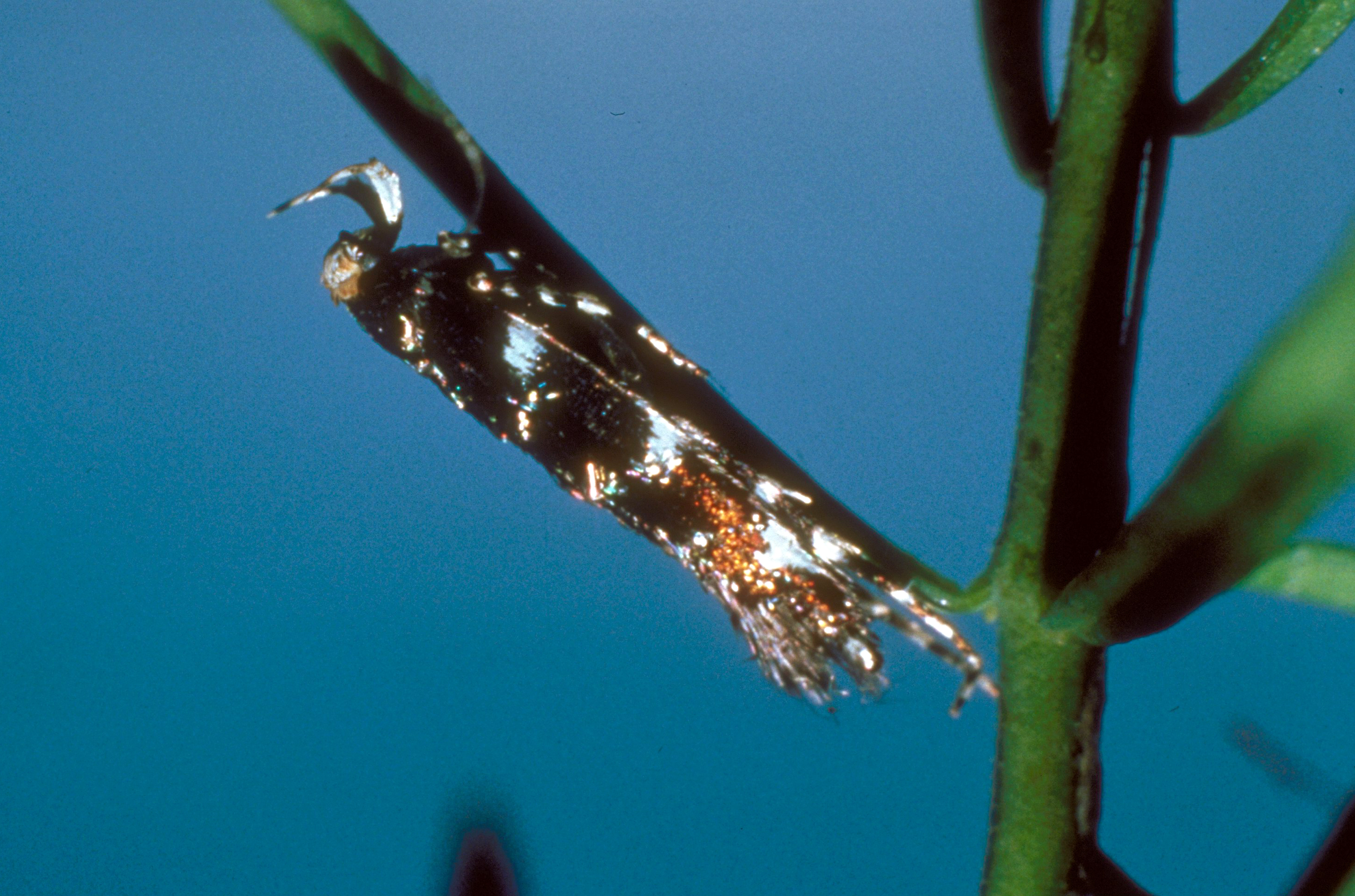